# Pistola de agujas

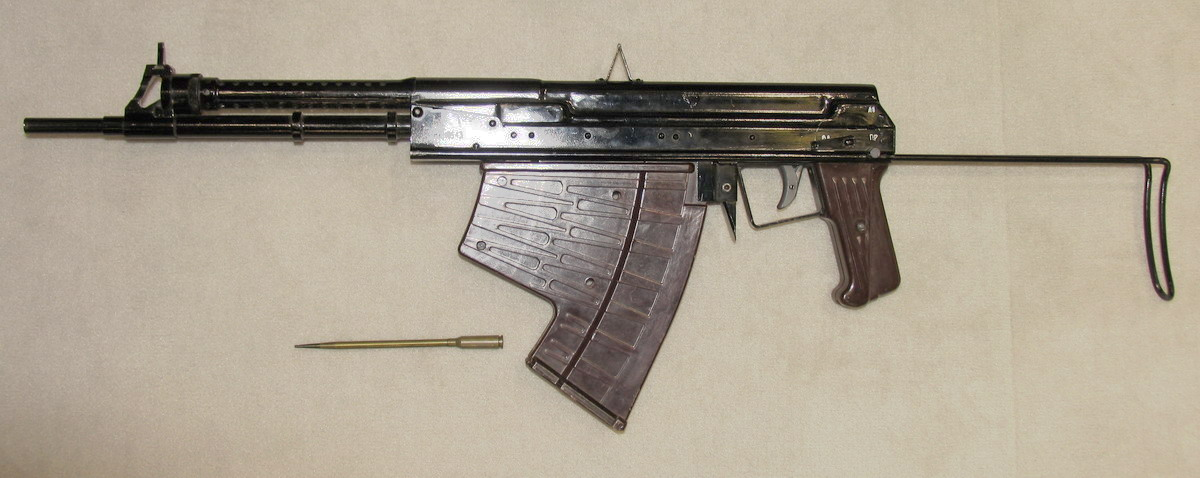
El fusil de asalto subacuático APS, un arma de fuego subacuática diseñada por la Unión Soviética en 1970.

Una pistola de agujas o punzonadora (needlegun, en inglés), también llamada arma de flechette, es un arma de fuego que dispara pequeños dardos de metal o flechettes. Teóricamente, las ventajas de una pistola de agujas frente a armas de proyectil convencional es su medida compacta, su cadencia de tiro y la velocidad de salida. Esta arma es muy eficaz, especialmente bajo el agua, frente a otros proyectiles de la misma masa y velocidad. Se han realizado experimentos para desarrollar flechettes guiados que puedan seguir a los objetivos.

## Época preindustrial
Los primeros proyectiles en sistemas de primitivos datan del siglo XIV, donde se solían usar flechettes de hierro envueltos en un sabot de cuero. Sin embargo, por el gasto y los problemas para hacer estos dardos en una sociedad preindustrial, se reemplazaron rápidamente por bolas de cañón de piedra.

## Primera Guerra Mundial

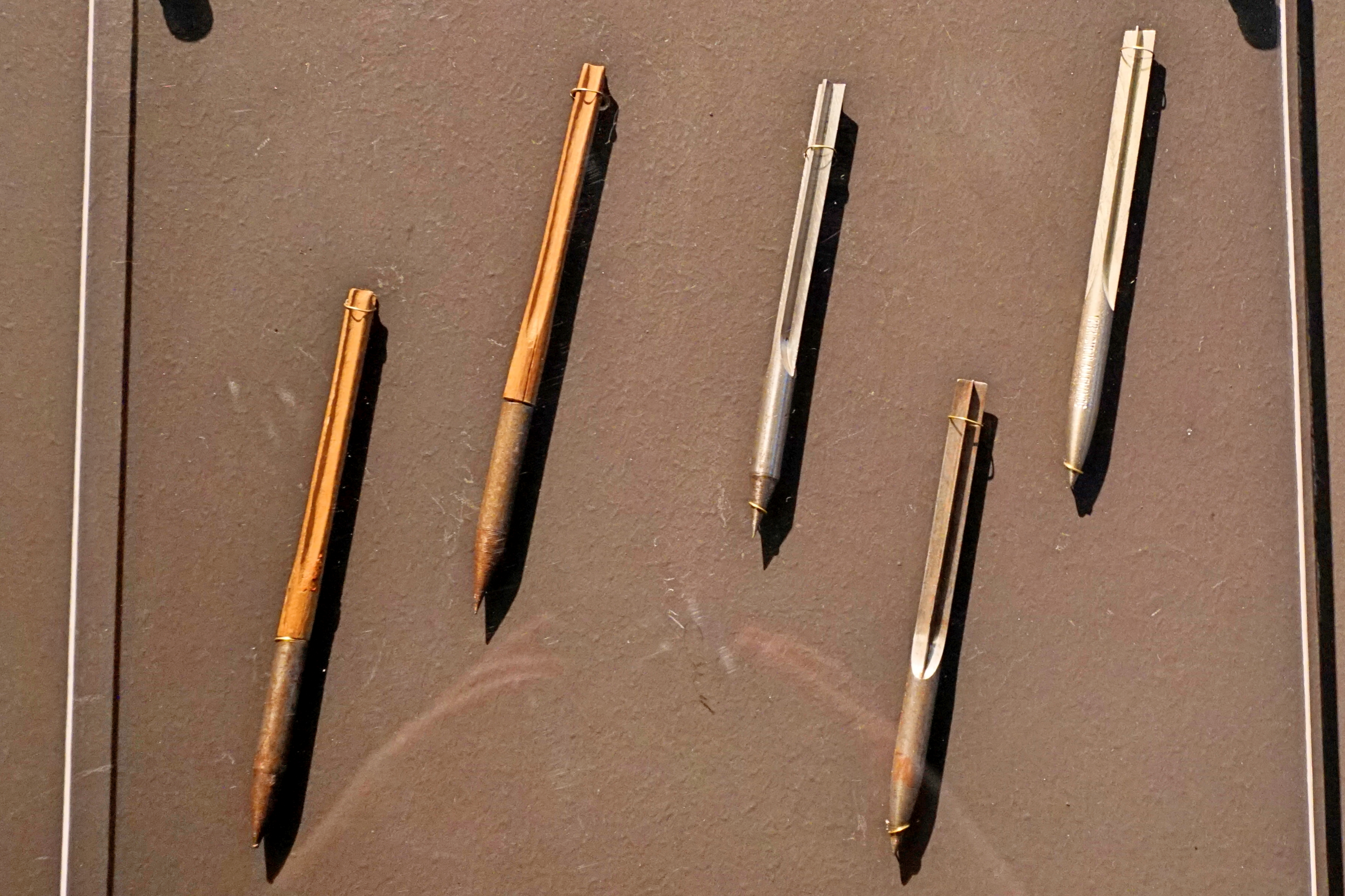
Flechettes de la Primera Guerra Mundial.

Los flechettes volvieron a utilizarse en masa en los años previos a la Primera Guerra Mundial. A principios de 1910, Francia empezó a experimentar con flechettes tiradas al aire; los flechettes desde los aviones se usaron ampliamente durante la guerra.

## Guerra de Vietnam
En junio de 1978 una revista cita a L. Fletcher Prouty por una prueba de armas de flechettes de 1960 y el testimonio de William E. Colby en el Comité Church del 16 al 18 de septiembre de 1975 describiendo las armas de flechettes. Charles A. Senseney atestiguó ser ingeniero del proyecto del lanzador de dardos M-1, descrito de forma similar a una pistola M1911 con una mira de hierro en la parte superior.

## Escenario subacuático
En junio de 1965 la revista de historia Esquire publicó dibujos para la, por aquel entonces, próxima película de James Bond Operación Trueno (Thunderball), con ilustraciones de los dardos siendo disparados por pistolas, que luego no se usaron en la película final.

## En ciencia ficción
En la saga de videojuegos Halo, originalmente desarrollados por Bungie, la pistola de agujas es un arma alienígena que dispara agujas cristalinas que persiguen al objetivo y explotan tras un tiempo. En 2010, la pistola de agujas se introdujo en Halo: Reach. 
En Call of Duty: Black Ops 4, hay un arma de flechettes llamada S6 Stingray. Es un rifle táctico de dos cargas.
En el videojuego F.E.A.R., ha muchas pistolas de clavos y flechettes.
En el universo ficticio de Warhammer 40,000, las pistola de agujas se mencionan ocasionalmente, a pesar de ser utilizadas exclusivamente por combatientes no militares, como inquisidores y asesinos.